# Скейтбординг на літніх Олімпійських іграх 2024 — кваліфікація
У змаганнях зі скейтбордингу на літніх Олімпійських іграх 2024 року візьмуть участь загалом 88 спортсменів (по 44 кожної статі). Кожен НОК може виставити щонайбільше дванадцять скейтбордистів (по шість кожної статі, по три в кожній дисципліні).

## Правила кваліфікації
Як країна-господарка Франція резервує чотири квотні місця, по одному в кожній дисципліні. Таку саму кількість місць виділено Тристоронній комісії для ухвали відповідно до правил універсальності за умови, що спортсмен увійшов до топ-50 у відповідній дисципліні в Олімпійському світовому рейтингу зі скейтбордингу (OWSR) на момент закінчення кваліфікаційного періоду.
Скейтбордисти, що залишилися, кваліфікуються на підставі світового рейтингу OWSR, що його складає World Skate. Кваліфікаційний період триває з 22 червня 2022 до 23 червня 2024 року, а офіційний список скейтбордистів, що візьмуть участь у Іграх, буде опубліковано наступного дня після його закінчення.
OWSR нараховує кваліфікаційні бали скейтбордистам за участь у турнірах п'яти рівнів, а саме чемпіонатах світу, Олімпійській кваліфікаційній серії (запланованій на травень-червень 2024 року), серії World Pro Tour, змаганнях категорії п'ять зірок та змаганнях категорії три зірки. Континентальні чемпіонати оцінюють як змагання категорії три зірки, а національні змагання у рейтингу не враховують. Вирішальною для формування рейтингу стане серія із трьох змагань у рамках чотиримісячної олімпійської відбіркової серії.
OWSR визначатиметься з трьома інтервалами в рамках кваліфікаційного періоду – з 22 червня до 31 грудня 2022 року; з 1 січня до 31 грудня 2023 року; та з 1 січня до 23 червня 2024 року. Спортсмени отримають іменні квоти після закінчення кваліфікаційного періоду з дотриманням ліміту у три квоти для кожного НОК, статі та дисципліни. Крім того, в кожній дисципліні від кожного континенту має брати участь скейтбордист із найвищим рейтингом OWSR.

## Країни, що кваліфікувалися
- (H) Країна=господарка

| НОК                   | Чоловіки | Чоловіки | Жінки | Жінки | Загалом     |
| НОК                   | Парк     | Стріт    | Парк  | Стріт | Спортсменів |
| --------------------- | -------- | -------- | ----- | ----- | ----------- |
| Аргентина (ARG)       |          | 2        |       |       | 2           |
| Австралія (AUS)       | 3        | 1        | 2     | 3     | 9           |
| Бразилія (BRA)        | 3        | 3        | 3     | 3     | 12          |
| Канада (CAN)          |          | 3        | 1     |       | 4           |
| Китай (CHN)           |          |          | 1     | 3     | 4           |
| Колумбія (COL)        |          | 1        |       | 1     | 2           |
| Данія (DEN)           | 1        |          |       |       | 1           |
| Фінляндія (FIN)       |          |          | 1     |       | 1           |
| Франція (FRA) (H)     | 1        | 3        | 2     | 1     | 7           |
| Німеччина (GER)       | 1        |          | 1     |       | 2           |
| Велика Британія (GBR) | 1        |          | 2     |       | 3           |
| Італія (ITA)          | 2        |          |       |       | 2           |
| Японія (JPN)          | 1        | 3        | 3     | 3     | 10          |
| Марокко (MAR)         |          |          | 1     |       | 1           |
| Нідерланди (NED)      |          |          |       | 2     | 2           |
| Португалія (POR)      | 1        | 1        |       |       | 2           |
| Пуерто-Рико (PUR)     | 1        |          |       |       | 1           |
| Словаччина (SVK)      |          | 1        |       |       | 1           |
| ПАР (RSA)             | 1        | 1        |       | 1     | 3           |
| Іспанія (ESP)         | 2        |          | 2     | 1     | 5           |
| Швеція (SWE)          | 1        |          |       |       | 1           |
| Таїланд (THA)         |          |          |       | 1     | 1           |
| США (USA)             | 3        | 3        | 3     | 3     | 12          |
| Загалом: 23 НОК       | 22       | 22       | 22    | 22    | 88          |

## Чоловіки

### Парк (чоловіки)
| Дисципліна                                                | Місця | Скейтбордист, що кваліфікувався |
| --------------------------------------------------------- | ----- | --- |
| Країна-господарка                                         | 0     | Н/Д |
| Олімпійський рейтинг OWSR (станом на 23 червня 2024)      | 20    | Тейт Кер'ю (USA) Кіґан Палмер (AUS) Ґевін Боттґер (USA) Том Шаар (USA) Аугусту Акіо (BRA) Кіран Вуллі (AUS) Луїджі Сіні (BRA) Педру Баррус (BRA) Данні Леон (ESP) Віктор Сольмунде (DEN) Кіфер Вілсон (AUS) Алекс Сордженте (ITA) Гампус Вінберґ (SWE) Венсан Матерон (FRA) Стівен Пінейро (PUR) Юро Наґахара (JPN) Алессандро Мадзара (ITA) Томас Аугусто (POR) Ален Кортабітарте (ESP) Даллас Оберголзер (RSA)** |
| Універсальні місця                                        | 0     | Н/Д |
| Перерозподіл невикористаної квоти країни-господарки place | 1     | Ендрю Мак-Доналд (GBR) |
| Перерозподіл невикористаного універсального місця         | 1     | Тайлер Едтмаєр (GER) |
| Загалом                                                   | 22    | |

** Континентальне представництво

### Стріт (чоловіки)
| Дисципліна                                           | Місця | Скейтбордист, що кваліфікувався |
| ---------------------------------------------------- | ----- | --- |
| Країна-господарка                                    | 0     | Н/Д |
| Олімпійський рейтинг OWSR (станом на 23 червня 2024) | 20    | Ґінву Онодера (JPN) Сора Сірай (JPN) Юто Хоріґоме (JPN) Джеґґер Ітон (USA) Найджа Г'юстон (USA) Густаву Рібейру (POR) Кріс Джослін (USA) Ріхард Тури (SVK) Матьяс Дель Оліо (ARG) Орельєн Жіро (FRA) Келвін Хофлер (BRA) Жіованні Віанна (BRA) Кордано Расселл (CAN) Метт Берґер (CAN) Раян Десензо (CAN) Жозеф Гарбаксіо (FRA) Феліпе Густаво (BRA) Венсан Мілу (FRA) Шейн О'Нілл (AUS)** Брендон Вальяло (RSA)** |
| Універсальні місця                                   | 0     | Н/Д |
| Перерозподіл невикористаної квоти країни-господарки  | 1     | Джанкарлос Гонсалес (COL) |
| Перерозподіл універсального місця                    | 1     | Мауро Іглесіас (ARG) |
| Загалом                                              | 22    | |

** Континентальне представництво

## Жінки

### Парк (жінки)
| Дисципліна                                           | Місця | Скейтбордистка, що кваліфікувалася |
| ---------------------------------------------------- | ----- | --- |
| Країна-господарка                                    | 0     | Н/Д |
| Олімпійський рейтинг OWSR (станом на 23 червня 2024) | 20    | Кокона Хіракі (JPN) Аріса Трю (AUS) Сакура Йосодзумі (JPN) Скай Браун (GBR) Хінано Кусакі (JPN) Раїкка Вентура (BRA) Брайс Веттстайн (USA) Рубі Трю (AUS) Дора Варелла (BRA) Рубі Ліллі (USA) Ізадора Пачеко (BRA) Мінна Стесс (USA) Ная Ласо (ESP) Гейлі Сірвіо (FIN) Ліллі Стофейжес (GER) Нана Табуле (FRA) Лола Тамблінґ (GBR) Фей Еверт (CAN) Емілі Александр (FRA ) Ая Асакас (MAR)** |
| Універсальні місця                                   | 0     | Н/Д |
| Перерозподіл невикористаної квоти країни-господарки  | 1     | Хулія Бенедетті (ESP) |
| Перерозподіл невикористаного універсального місця    | 1     | Чжен Хаохао (CHN) |
| Загалом                                              | 22    | |

** Континентальне представництво

### Стріт (жінки)
| Дисципліна                                           | Місця | Скейтбордистка, що кваліфікувалася |
| ---------------------------------------------------- | ----- | --- |
| Країна-господарка                                    | 1     | Люсі Шонер (FRA) |
| Олімпійський рейтинг OWSR (станом на 23 червня 2024) | 20    | Коко Йошідзава (JPN) Ліз Акама (JPN) Раїсса Леал (BRA) Фуна Накаяма (JPN) Хлої Ковелл (AUS) Цуй Ченьсі (CHN) Пейдж Гейн (USA) Пое Пінсон (USA) Цзен Веньхуей (CHN) Чжу Юаньлін (CHN) Рос Зветслот (NED) Памела Роза (BRA) Жасмін Альварес (COL) Наталія Муньйос (ESP) Лів Лавлейс (AUS) Кет Олденбевінґ (NED) Габі Мазетто (BRA) Варірая Сукасем (THA) Мерая Дюран (USA) Бойпело Авуа (RSA)** |
| Універсальні місця                                   | 0     | Н/Д |
| Перерозподіл універсального місця                    | 1     | Гейлі Пауелл (AUS) |
| Загалом                                              | 22    | |

** Континентальне представництво